# Ganbare Goemon: Tsūkai Game Apli
Ganbare Goemon: Tsūkai Game Apli (がんばれゴエモン 痛快ゲームアプリ?) es una serie de videojuegos para teléfonos móviles desarrollados por Konami y publicados entre 2002 y 2003.

## Lista de juegos
- Dosukoi! Harite Ichiban (ドスコイ！張り手一番?)
- Hijutsu! Sansū Juku (秘術！算数塾?)
- Jetto GO! GO! GO! (ジェットGO！GO！GO！?)
- Karakuri Kiteretsu Rēsu (からくり奇天烈レース?)
- Tentekomai-Mai Meikyū-Kan (天手古舞舞迷宮館?)